# Jak si nepodělat život
Jak si nepodělat život je český televizní seriál z roku 2019. V každém díle se hlavní postava dostává do situace, kdy musí přehodnotit svůj život a rozhodnout se, co dál. Za celým projektem stojí Tereza Kopáčová.
Seriál obsahuje díly Až budou krávy lítat v hlavní roli s Evou Hacurovou, Non-stop lahůdky v hlavní roli s Eliškou Křenkovou a Miroslavem Krobotem, Můj bezvadnej život v hlavní roli s Terezou Brodskou a Beze stopy v hlavní roli s Ondřejem Vetchým. Seriál se poprvé vysílal na ČT1 dne 24. listopadu 2019.
Čtvrtý díl Beze stopy měl předpremiéru v kinech v rámci filmového festivalu Febiofest, kde byl uveden jako samostatný film. Díl Non-stop lahůdky byl nominován na Českého lva v kategorii nejlepší televizní film nebo minisérie , cenu ale nezískal .

## Jednotlivé díly

### Až budou krávy lítat
První díl cyklu pojednává o učitelce prvního stupně Bětce, která je kvůli své nadváze častým terčem posměchu. Bětka se shodou náhod dostane na kurz pro burlesky, kde si jí všimne lektorka Salome. Bětka si postupně díky kurzům vybuduje sebedůvěru a snaží se jí přenášet i do svého soukromého života.
V hlavních rolích se objevili Eva Hacurová (Bětka), Sabina Remundová (matka Bětky), Filip Král (Štěpán Svoboda), Stanislav Majer (otec Štěpána), Eva Burešová (Lotta), Jana Burkiewiczová (Salome), Jacob Erftemeijer (Zbyněk) a Daniel Bambas (Daniel).
Díl režírovala autorka celého projektu, Tereza Kopáčová, scénář napsal Pavel Gotthard a na scénáři spolupracoval Michal Reitler. Díl se poprvé vysílal dne 24. listopadu 2019.

### Non-stop lahůdky
Díl pojednává o majiteli non-stop obchodu s lahůdkami Karlem, jehož podvádí manželka s jeho nejlepším kamarádem. V jeden večer do jeho obchodu zavítá mladá dívka Lenka, s níž se zase rozešel přítel. Na první pohled nesourodá dvojice si začne povídat a společně se vydá na cestu městem.
V hlavních rolích se objevili Miroslav Krobot (Karel), Eliška Křenková (Lenka), Jitka Sedláčková (Vlasta, Karlova manželka), Václav Kopta (Fanda,   Karlův bývalý kamarád), Martin Evžen Kyšperský (revizor), Hana Seidlová (barmanka), Tomáš Bambušek (bezdomovec Roman) a Jan Strejcovský (Petr, Lenčin přítel a syn karla).
Díl režíroval Jan Hřebejk a scénář k němu napsal Tomáš Pavlíček. Díl se poprvé vysílal 1. prosince 2019.

### Můj bezvadnej život
Příběh pojednává o bankovní úřednici Daně (Tereza Brodská), která se jednoho dne probudí s ošklivou vyrážkou okolo očí, což jí začne značně komplikovat život.
V hlavních rolích se objevili Tereza Brodská (Dana), Vasil Fridrich (Petr), Anna Peřinová (Vanda), Veronika Divišová (Erika), Lucie Žáčková (Klára) a Jitka Schneiderová (Miriam).
Díl režírovala Tereza Kopáčová a scénář k němu napsala Alice Nellis. Díl se poprvé vysílal 8. prosince 2019.

### Beze stopy
Poslední díl cyklu vypráví o samotářském Karlovi, který tráví zimu v lese v opuštěných chatových osadách a má vypracovaný systém, jak po sobě nezanechávat stopy. Poslední dobou má však pocit, že ho někdo sleduje.
V hlavních rolích se objevili Ondřej Vetchý (Karel), Marika Šoposká (Blanka), Václav Švarc (Patrik), Vít Gajdoš (Péťa) a Jan Jankovský (Láďa).
Díl se poprvé vysílal 15. prosince 2019. Režíroval ho Vít Karas a scénář k němu napsal Tomáš Holeček.